# Musée Jules-Verne

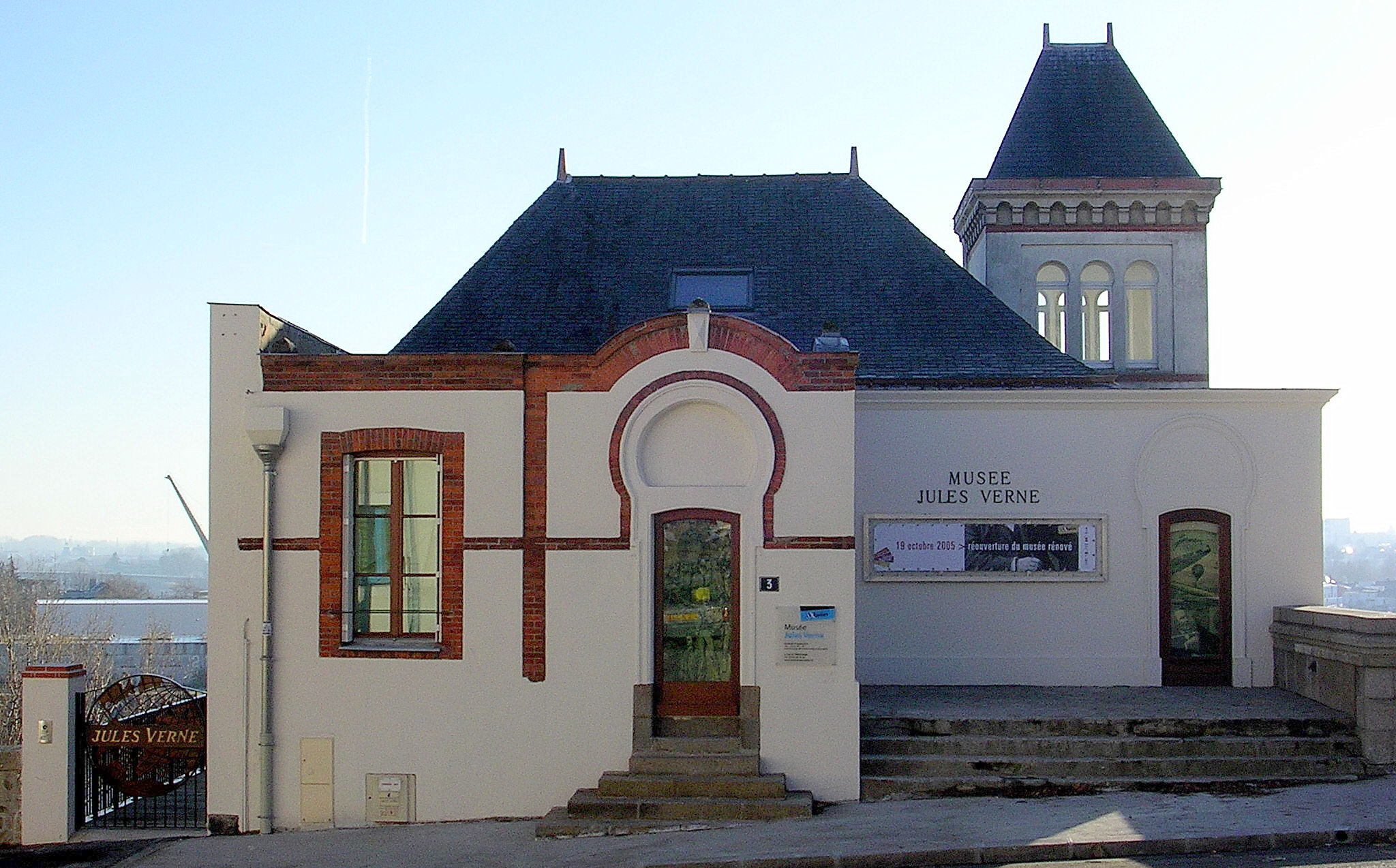
Musée Jules-Verne

Das Musée Jules-Verne ist ein 1978 in Nantes in Frankreich gegründetes Museum, das dem Schriftsteller Jules Verne gewidmet ist, der in der Stadt geboren und aufgewachsen ist.

## Lage
Das Museum befindet sich im innerstädtischen Bereich von Nantes im Viertel Bellevue – Chantenay – Sainte-Anne. Es liegt auf dem Gipfel der Erhebung Sainte-Anne mit Blick auf die Loire und den Hafen von Nantes. Neben dem Museum führt die St-Anne-Treppe hinunter zum Kai Marquis-d’Aiguillon an der Loire. Unweit hatten die Eltern von Jules Verne ab 1840 ein Landhaus im früheren Bas-Chantenay.

## Ausstellung
Das Jules-Verne-Museum stellt Bücher, Faksimiles der Manuskripte, Dokumente, Auszüge von Werken sowie Illustrationen, Plakate, Porträts und Spiele mit Bezug zum Schriftsteller Jules Verne aus. Darunter sind auch Gegenstände, die ihm gehörten.

## Geschichte

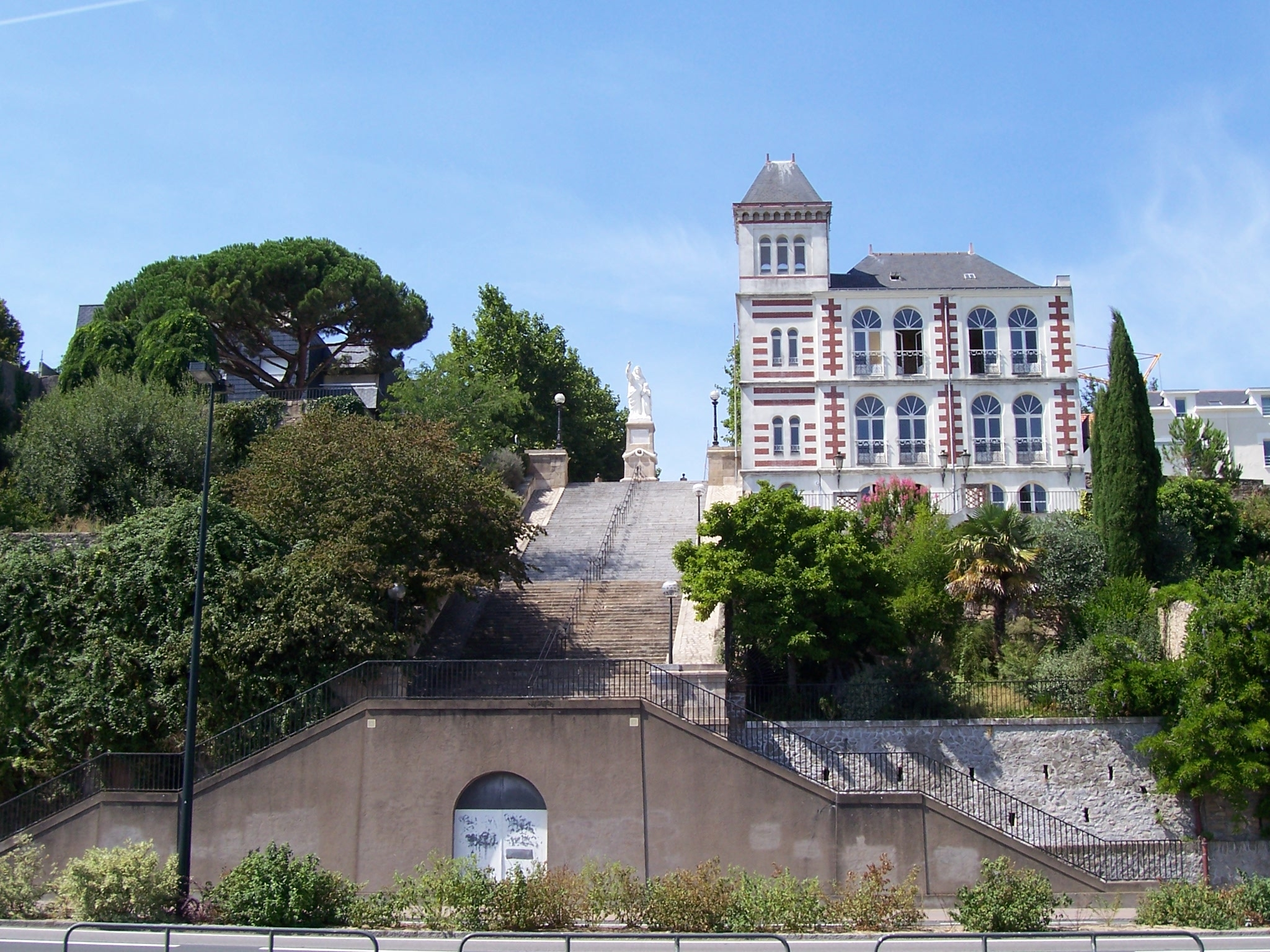
Das Museum neben der St-Anne-Treppe

Das Museum wurde 1978 zum 150. Geburtstag von Jules Verne eröffnet. Es befindet sich in einem Gebäude, das zwischen 1872 und 1878 vom Architekten Ernest-Marie Buron erbaut wurde. Im Laufe des 20. Jahrhunderts wurde es in mehrere Wohnungen aufgeteilt und von der Stadt Nantes von 1965 bis 1973 schrittweise erworben. Zum 100. Todestag von Jules Verne im Jahr 2005 wurde das Gebäude renoviert.